# Viola wikipedia
Espèce
Classification phylogénétique
Viola wikipedia  est une espèce de plantes à fleurs de la famille des Violacées. C'est une plante herbacée vivace endémique du Chili. Elle est nommée en 2019 d'après l'encyclopédie en ligne Wikipédia par le couple de botanistes John M. Watson (es) et Ana R. Flores (es).
Watson explique pourquoi ils ont donné ce nom à cette espèce :
« One [resource] is particularly outstanding in that we consult it constantly for information on a wide variety of subjects related to our work – Wikipedia, as cited herein for example. The best token return we can think of is to name a plant accordingly, so it therefore gives us pleasure to record our gratitude via the replacement epithet of this species, as a noun in apposition. »
« L’une [de ces ressources] se distingue particulièrement par l’utilisation constante que nous en faisons pour nous renseigner sur un large éventail de sujets liés à notre travail – Wikipédia, pour la citer nommément ici. Le meilleur hommage symbolique que nous pouvions lui rendre était de nommer une plante en son honneur : cela nous donne le plaisir d’exprimer notre gratitude par le biais de l’épithète de remplacement de cette espèce, sous forme de nom en apposition. »
L'espèce est endémique de la région métropolitaine de Santiago au Chili. Cette espèce n'est connue que d'après un unique spécimen récolté en janvier 1855,, décrit initialement par Rodolfo Amando Philippi en 1857 sous le nom illégitime Viola angustifolia,.
Cette espèce est proche de V. acanthophylla, de V. bustillosia et de V. cheeseana, la dernière étant également récemment décrite dans le même article. Elle se différencie des autres espèces par « un bord des feuilles peu profond et serré et un pédoncule nettement plus court que les feuilles. »